# Tandsjöborg
Tandsjöborg är en tidigare småort i Los socken i Ljusdals kommun. Orten ligger i Orsa finnmark i landskapet Dalarna men Gävleborgs län. 2015 hade folkmängden i området minskat och småorten upplöstes.
Tandsjöborg ligger längs med väg E45 utmed sjön Tandsjön.

## Historia
Tandsjöborg var tidigare en större ort med sågverk och tjärfabrik och många sysselsatta i skogarna runt byn. Byn hade tre affärer, café med bageri, kiosk och stor aktivitet kring järnvägsstationen. 
År 2001 lades Tandsjöborgs skola ned.  

### Befolkningsutveckling
| Befolkningsutvecklingen i Tandsjöborg 1950–2010               | Befolkningsutvecklingen i Tandsjöborg 1950–2010 | Befolkningsutvecklingen i Tandsjöborg 1950–2010 | Befolkningsutvecklingen i Tandsjöborg 1950–2010 | Befolkningsutvecklingen i Tandsjöborg 1950–2010 |
| ------------------------------------------------------------- | ----------------------------------------------- | ----------------------------------------------- | ----------------------------------------------- | ----------------------------------------------- |
|                                                               |                                                 |                                                 |                                                 |                                                 |
| År                                                            |                                                 |                                                 | Folkmängd                                       | Areal (ha)                                      |
| 1950                                                          | 1950                                            |                                                 | 264                                             |                                                 |
| 1960                                                          | 1960                                            |                                                 | 292                                             |                                                 |
| 1965                                                          | 1965                                            |                                                 | 301                                             |                                                 |
| 1970                                                          | 1970                                            |                                                 | 245                                             |                                                 |
| 1990                                                          | 1990                                            |                                                 | 126                                             | 79#                                             |
| 1995                                                          | 1995                                            |                                                 | 137                                             | 88#                                             |
| 2000                                                          | 2000                                            |                                                 | 107                                             | 88#                                             |
| 2005                                                          | 2005                                            |                                                 | 80                                              | 88#                                             |
| 2010                                                          | 2010                                            |                                                 | 61                                              | 87#                                             |
| Anm.: Upphörde som tätort 1975. Ej småort 2015. # Som småort. |                                                 |                                                 |                                                 |                                                 |

## Samhället
På orten finns en campingplats. Norr om byn ligger Börningsbergets skogsmuseum.